# 韩鑫
韩鑫，中华人民共和国政治人物、全国脱贫攻坚先进个人。

## 生平
韩鑫任甘肃省委组织部信息化管理处一级主任科员。因在脱贫攻坚战中作出突出贡献，2021年2月25日全国脱贫攻坚总结表彰大会上，韩鑫被授予“全国脱贫攻坚先进个人”。